# Nova Nekrasivka
Nueva Nekrasivka (ucraniano: Нова Некрасівка; rumano: Necrasovca-Nouă) es una localidad en el Raión de Izmail en el óblast de Odesa en el sudoeste de Ucrania.

## Historia
El Tratado de Paz de Bucarest, firmado en mayo de 1812, entre el Imperio Ruso y el Imperio Otomano al final de la Guerra Ruso-Turca (1806-1812) mencionaba que Rusia ocuparía el territorio al este de Moldavia entre el Dniéster y Prut, más conocido como Besarabia y transformarla en una provincia dividida en diez provincias (Hotin, Soroca, Balti, Orhei Lapusna, Bender, Cahul, Bolgrad Chilia y White City).
Para consolidar su dominio sobre Besarabia, las autoridades zaristas han apoyado el establecimiento en el sur de Besarabia de familias de inmigrantes búlgaros y de Gagauz provenientes desde el sur del Danubio, y rascolnicilor (los llamados Lipovan), que recibieron la tierra de la ocupación rusa de Besarabia. La localidad de Nueva Nekrasivka fue fundado en 1860.
Tras el Tratado de París de 1856, que concluyó la Guerra de Crimea, Rusia devolvió a Moldavia una franja de tierra al suroeste de Besarabia (conocida como Cahul, Bolgrad e Izmail). Después de las pérdiads territoriales, Rusia no ha tenido acceso hasta el río Danubi. Después de la unificación de Moldavia y Rumania en 1859, este territorio formó parte del nuevo estado de Rumania (hasta 1866 llamada "Principados Unidos de Valaquia y Moldavia". Tras el Tratado de Paz de Berlín de 1878 luego de la finalización de la Guerra Ruso-Turca (1877-1878), Rumania se vio obligado a ceder el territorio de Rusia.
En el período que va hasta la Primera Guerra Mundial fueron el descontento causado por la falta de tierras de los campesinos pobres. Los disturbios tuvieron lugar en el otoño de 1900 y en 1906, cuando nueve residentes, armados con horcas, hachas y piedras, expulsaron a los recaudadores de impuestos que llegaron a la aldea para obtener dinero de los campesinos por la fuerza. En diciembre de 1917, activistas bolcheviques tomaron el pueblo. La intervención militar de Rumania llevó a la supresión de la rebelión bolchevique y la pacificación del pueblo. 
Después de la unificación de Besarabia con Rumania el 27 de marzo de 1918, Lymanske formó parte de Rumania en el condado de Reni Izmail. Para entonces, la mayoría de la población era rumana. El censo de 1930 mostró que de los 2.378 habitantes del pueblo, había 1.290 lipovanos (54,25%), 755 rusos (31.75%), 315 ucranianos (13,25%), 8 rumanos (0,34%), 8 hebreo, un búlgaro y uno que no ha declarado el origen étnico. En el 1 de enero de 1940, los pobladores eran 2552, 2.543 eran rusos (99,65%) y 8 eran rumanos (0,35%).
Durante el período de entreguerras, el pueblo estaba en el área de interés activistas bolchevique en la Unión Soviética. Hubo un comité clandestino revolucionario que fue coordinado por Ismail. Varios aldeanos han participado en la revuelta de Tatarbunar de 1924 organizado por los bolcheviques en la URSS. Después de la revuelta, algunos campesinos fueron detenidos. El 2 de febrero de 1930, muchas personas participaron en las manifestaciones políticas que tuvieron lugar en Izmail, instando al derrocamiento del gobierno. En esta ocasión, fueron detenidos tres aldeanos. En 1931, la policía descubrió las actividades de la organización comunista de la aldea y los aldeanos dos fueron llevados ante la justicia.
Tras el Pacto Ribbentrop-Molotov (1939), Besarabia, Bucovina del norte y Herta fueron anexados a la Unión Soviética el 28 de junio de 1940. Después de que Besarabia fue ocupada por los soviéticos, Besarabia se rompió en tres partes. Así, el 2 de agosto de 1940, la República Socialista Soviética de Moldavia se formó, y el sur (condados de Rumania: Izmail y White Castle) y norte (Condado Hotin) de Besarabia y el norte de Bucovina y Herta fueron reasignados a la RSS de Ucrania. El 7 de agosto de 1940, el óblast de Izmail fue creado, formado por los territorios en el sur de Besarabia y fueron reasignados a la RSS de Ucrania.
Durante 1941 a 1944, todos los territorios anexos anteriormente a Rumanía estaban de vuelta en la Unión Soviética. Luego, los tres territorios se han vuelto a ocupar por la Unión Soviética en 1944, acabando en su incorporación de la RSS de Ucrania, bajo la organización territorial presentada después de la anexión por Stalin en 1940, cuando Besarabia se rompió en tres partes, al óblast de Izmail.
En 1954, el óblast de Izmail fue cerrada, y las localidades se han incluido en el óblast de Odesa.
Desde 1991, el pueblo es parte del Raión de Izmail de la Ucrania independiente en la óblast de Odesa. En la actualidad, el pueblo tiene 2.051 habitantes, sobre todo rusos-lipovenos.